# August Allebéplein
Het August Allebéplein in Amsterdam-Overtoomse Veld kreeg zijn naam op 17 februari 1960 en is genoemd naar August Allebé (1846-1927), schilder en tekenaar en directeur van de Academie voor Beeldende Kunst.
Het August Allebéplein vormt het middelpunt van de wijk Overtoomse Veld waarvan de bouw begon in 1958. De straatnamen in deze buurt zijn genoemd naar Nederlandse schilders en tekenaars uit de 19e eeuw en het begin van de 20e eeuw. Sinds enige jaren vindt stedelijke vernieuwing plaats, waarbij de oorspronkelijke bebouwing van rond 1960 gedeeltelijk door nieuwbouw wordt vervangen.
Van 1961 tot 2000 stond op het plein in een vrijstaand gebouw een bioscoop met de naam Cinema International, tot 1975 Cinema West.  Een bioscoop buiten het centrum was toen bijzonder maar had in tegenstelling tot het centrum voldoende parkeergelegenheid. Tegenwoordig staat op die plek een politiebureau.
In 2015 werd aangekondigd dat het plein uitgebreid vernieuwd zou gaan worden, met veel nieuwe woningbouw.
Op het August Allebéplein stond het kunstwerk 'Nereide op Triton' (1964) van Nic. Jonk. Voor de nieuwbouw aan de zuidzijde van het plein en de herinrichting van de openbare ruimte werd dit kunstwerk verwijderd.